# William Vanneck
William Charles Arcedeckne Vanneck, (3 janvier 1883 - 20 novembre 1969) est un homme politique du Parti conservateur britannique, Gouverneur du Victoria et Gouverneur général d'Australie. Il est le premier gouverneur d'un État australien né en Australie. Il a pour titre celui de 5e baron Huntingfield.

## Famille
Né à Gatton, Queensland, Vanneck est le fils de l'hon. William Arcedeckne Vanneck et Mary Armstrong, sœur de William Drayton Armstrong (membre de l'Assemblée législative du Queensland et son président pendant de nombreuses années). Vanneck grandit près de Gatton (aujourd'hui la localité moderne d'Adare) jusqu'à l'âge de 14 ans lorsqu'il est allé en Angleterre. Il fait ses études au Wellington College, Berkshire, après quoi il rejoint les 13th / 18th Hussars, atteignant le grade de capitaine. Il succède à son oncle en 1915 en tant que 5e baron Huntingfield de Heveningham Hall et 7e baronet Vanneck de Putney.
Vanneck épouse Margaret Eleanor Crosby, née aux États-Unis, la fille d'Ernest Howard Crosby, un descendant du signataire de la déclaration d'indépendance William Floyd, et Fanny Kendall Schieffelin.
Ils ont quatre enfants :
- Sara Carola Vanneck (25 septembre 1913 - 2001), épouse le major David Arthur Peel à Melbourne, Australie le 14 avril 1936. C'est un petit-fils d'Arthur Peel et est mort au combat pendant la Seconde Guerre mondiale en septembre 1944.
- Gerald Vanneck, 6e baron Huntingfield (1915–1994)
- Anne Margaret Theodosia Vanneck (20 mai 1918 - 2000), épouse Peter Moro (en), architecte, le 2 mars 1940, divorcé en 1984.
- Peter Vanneck (1922–1999)

Après la mort de la première femme de Vanneck en 1943, il épouse Muriel Mary Georgina Duke (décédée le 13 mai 1953) et a une fille:
- Katherine Grace Vanneck (née le 10 août 1954), épouse Nicholas John Bacon le 2 décembre 1976

## Carrière politique
Entre 1923 et 1929, Vanneck est député de Eye, Suffolk au Parlement du Royaume-Uni. Il est successivement secrétaire parlementaire privé du sous-secrétaire parlementaire du ministère de l'Intérieur de 1926 à 1927, puis du président de la Chambre de commerce entre 1927 et 1928.
En 1934, il devient Gouverneur du Victoria, en Australie, étant le premier gouverneur d'un État australien né en Australie (bien qu'il ait toujours été considéré comme britannique). Son mandat expire en 1939. Il est Gouverneur général d'Australie entre mars et septembre 1938.
Bien que Vanneck se soit vu offrir le poste de gouverneur de la Rhodésie du Sud en 1942, il n'a pas accepté le poste en raison de problèmes de santé.
Vanneck est un franc-maçon. Il est initié en 1919, au sein de la  « United Lodge n°1629 ». Il devient membre de l'« United Service Lodge n°330 » à Victoria en tant qu'ancien maître en 1934. Peu de temps après, en 1935, il devient grand maître de la Grande Loge de Victoria. Après son retour en Angleterre, en 1940, il est nommé grand directeur principal de la Grande Loge unie d'Angleterre.
Vanneck est investi en qualité de chevalier commandeur de l'Ordre de Saint-Michel et Saint-George en 1934. Il est colonel du 58e bataillon, compagnie de Londres, « Home Guard » pendant la Seconde Guerre mondiale. Il reçoit le grade de commodore honoraire de l'air dans le 21e escadron (ville de Melbourne) de la Force aérienne royale australienne. Il est investi comme chevalier de l'Ordre de Grâce de Saint-Jean de Jérusalem.